# Jungermannia karl-muelleri
Jungermannia karl-muelleri là một loài Rêu trong họ Jungermanniaceae. Loài này được Grolle mô tả khoa học đầu tiên năm 1964.